# Josephat Kiprono
Josephat Kiprono (12 december 1973) is een Keniaanse langeafstandsloper. Hij won diverse marathons.

## Loopbaan
Kiprono deed mee aan het wereldkampioenschap halve marathon in 1996 en won hier een zilveren medaille in 1:01.30 achter de Italiaan Stefano Baldini (goud) en voor Tendai Chimusasa (brons) uit Zimbabwe.
Hij won de marathon van Berlijn op 26 september 1999 met een tijd van 2:06.44.
In 2001 zegevierde Kiprono eerst op de marathon van Rotterdam, om later in dat jaar tweede te worden op de marathon van Amsterdam. Met een tijd van 2:07.06 kwam hij hier slechts vier seconden te kort op de Franse winnaar Driss El Himer (2:07.02). Twee jaar later was hij opnieuw present in Rotterdam, waar hij ditmaal tweede werd.
Deze atleet is naamgenoot van Josphat Kiprono Leting (geboren 1988).

## Persoonlijke records
Baan
| Onderdeel | Prestatie | Datum        | Plaats  |
| --------- | --------- | ------------ | ------- |
| 5000 m    | 13.43,4   | 18 mei 2007  | Nairobi |
| 10.000 m  | 28.18,1   | 28 juli 2007 | Nairobi |

Weg
| Onderdeel      | Prestatie | Datum             | Plaats    |
| -------------- | --------- | ----------------- | --------- |
| 10 km          | 30.08     | 30 maart 2007     | Dresden   |
| halve marathon | 1:02.58   | 9 juni 2012       | Zwolle    |
| 25 km          | 1:14.58   | 13 april 2003     | Rotterdam |
| marathon       | 2:06.44   | 26 september 1999 | Berlijn   |

## Palmares

### 10 km
- 1996: 4e Parelloop - 28.39
- 1996: 5e Memorial Peppe Greco in Scicli - 29.10
- 1997:  Tagarro in Amadora - 29.46
- 2005:  Strassenlauf Orenhofen - 30.36
- 2005:  Welschbilliger Viezfestlauf - 31.47
- 2006:  DEULUX Lauf in Langsur - 30.54
- 2007:  Citylauf in Dresden - 30.08
- 2007: 4e Gerolsteiner Stadtlauf - 31.50
- 2007:  Internationaler Konzer Citylauf - 32.03

### 15 km
- 1996: 7e Zevenheuvelenloop - 44.14

### 10 Eng. mijl
- 1995: 4e Grand Prix von Bern - 49.51
- 1996:  Grand Prix von Bern - 47.43,3
- 1997:  Grand Prix von Bern - 47.35,1

### halve marathon
- 1995: 5e halve marathon van Kaapstad - 1:03.44
- 1995:  halve marathon van Nice - 1:01.51
- 1995:  halve marathon van Vitry-sur-Seine - 1:01.14
- 1996:  halve marathon van Milaan - 59.46
- 1996:  halve marathon van Vitry-sur-Seine - 1:01.04
- 1996:  WK in Palma de Mallorca - 1:01.30
- 1997: 5e halve marathon van Milaan - 1:03.10
- 1997:  halve marathon van Trieste - 1:02.13
- 1998: 4e halve marathon van Lissabon - 1:00.27
- 1999:  halve marathon van Rio de Janeiro - 1:03.43
- 2007:  halve marathon van Regensburg - 1:06.00

### marathon
- 1998:  marathon van Berlijn - 2:07.27
- 1998: 4e marathon van Rotterdam - 2:09.11
- 1999:  marathon van Berlijn - 2:06.44
- 1999: 5e Londen Marathon - 2:09.49
- 2000:  Chicago Marathon - 2:07.29
- 2000:  marathon van Rome - 2:08.27
- 2000:  marathon van Praag - 2:10.38
- 2001:  marathon van Rotterdam - 2:06.50
- 2001:  marathon van Amsterdam - 2:07.06
- 2002: 5e marathon van Seoel - 2:09.51
- 2003:  marathon van Rotterdam - 2:07.53
- 2003: 10e Chicago Marathon - 2:11.30
- 2004: 8e marathon van Xiamen - 2:14.57